# Merijärvi
Merijärvi es un municipio de Finlandia.
Está localizado en la provincia de Oulu y es parte de la región Ostrobotnia de norte. El municipio tiene una población de 1,152 habitantes (2015) y cubre una área de 231,63 km² de los cuales 1,8km² corresponden a agua. La densidad de población es de 5,01 habitantes por km².
Solo se habla finlandés.

## Personas famosas de Merijärvi
- Juhani Alaranta, exparlamentario.
- Erkki Haukipuro, parlamentario, ministro y gobernador.
- Alvar Saukko, exparlamentario.
- Tuomas Myllylä, caricaturista.